# Palazzo Benincasa
Palazzo Benincasa è uno dei più importanti palazzi nobiliari di Ancona, opera quattrocentesca di Giorgio Orsini da Sebenico; nel corso del tempo fu oggetto di ampliamenti e ripristini.
Sito in via della Loggia, adiacente alla notevole Loggia dei Mercanti, venne eretto per volere del ricco armatore e commerciante anconetano Dionisio Benincasa nell'intento di accorpare sotto un unico edificio tutte le sue proprietà lato mare. Oggi, tra quelli di proprietà privata, risulta essere il più vasto edificio civile della città storica.

## Storia e descrizione

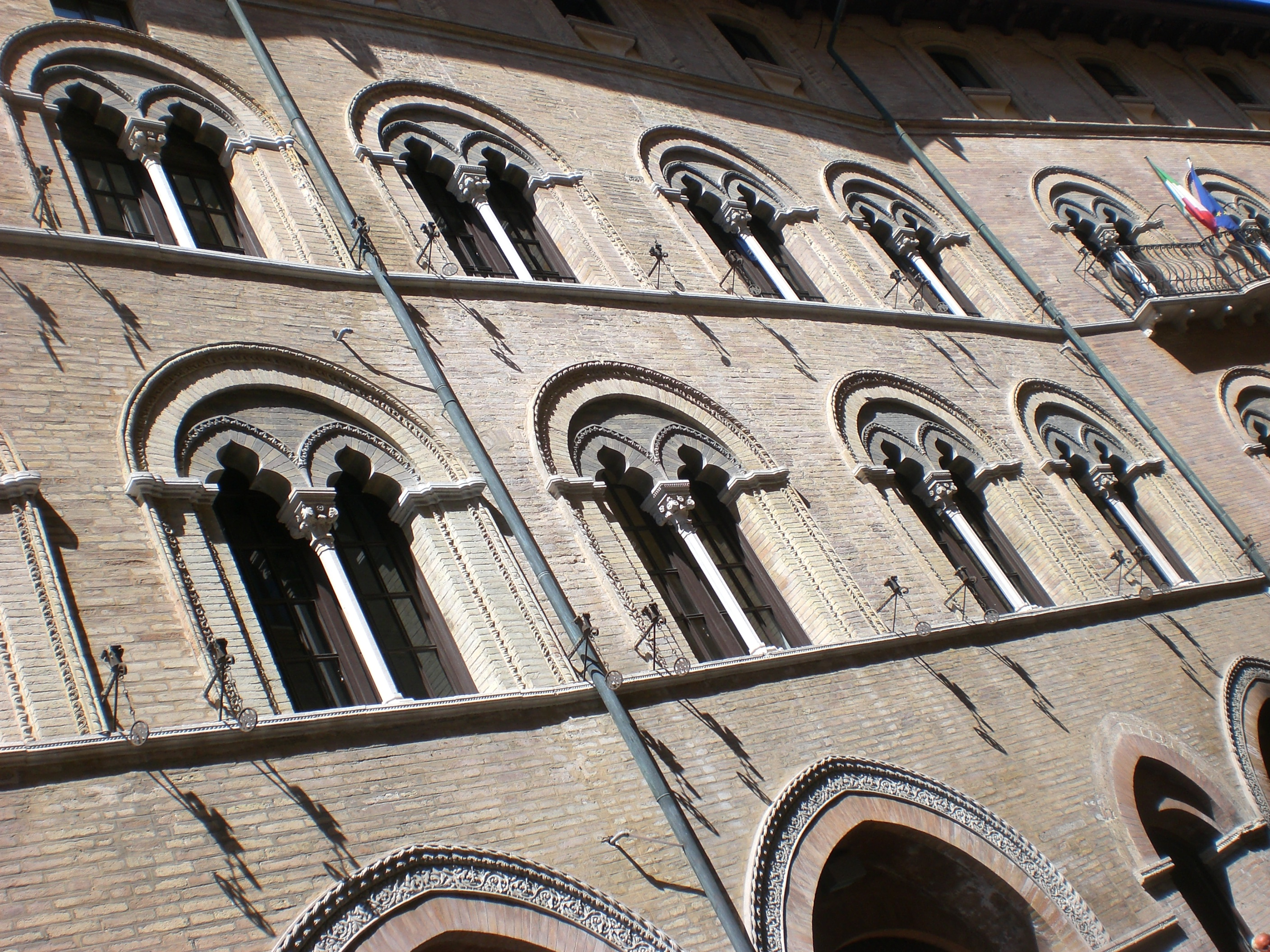
L'attuale facciata a bifore

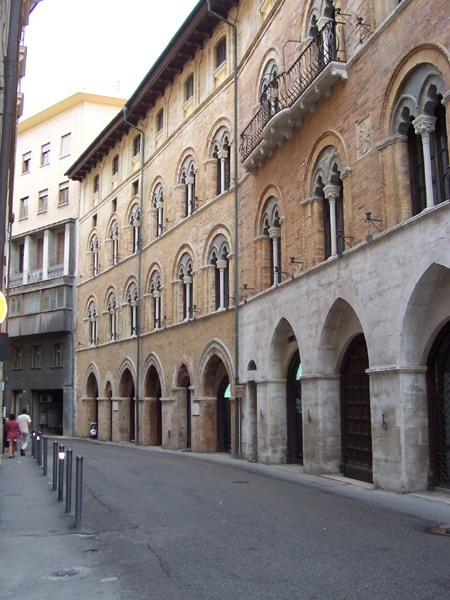
Veduta da nord

Il palazzo fu realizzato nel XV secolo per volontà di Dionisio Benincasa, capostipite di una delle più antiche e illustri famiglie di armatori e mercanti anconetani, che ne affidò la progettazione all'architetto di Zara Giorgio di Matteo, meglio noto come Giorgio Orsini da Sebenico, probabilmente conosciuto direttamente dal committente durante i suoi viaggi a Venezia, dove l'architetto dalmata stava lavorando alla Porta della Carta del Palazzo Ducale. Il palazzo, costruito a partire dal 1446-47, accorpò diversi caseggiati medievali siti lungo la via della Loggia. Alzato su due piani, il retro dava direttamente sul porto, dove al pianterreno erano siti il fondaco, i magazzini e le cantine.
La realizzazione di questo edificio in città, fu solo l'inizio di una lunga serie di interventi ad Ancona. Infatti a Giorgio da Sebenico si deve anche la realizzazione facciata della Loggia dei Mercanti (incarico probabilmente caldeggiato dallo stesso Dionisio Benincasa, il cui palazzo confinava con la Loggia) e dei pregevolissimi portali delle chiese cittadine di San Francesco alle Scale e Sant'Agostino.
Il palazzo si sviluppa per una lunghezza di oltre cinquanta metri secondo un andamento che segue quello curvo della strada. Si compone di tre piani. Il pian terreno è caratterizzato da un bel portico ogivale, parte in laterizio e parte in pietra bianca del Conero con raffinate modanature a rilievi che incorniciano gli archi acuti. I due piani superiori, in laterizio, presenta ciascuno una elegantissima serie di bifore.
Nel 1669 secolo il marchese Luciano Benincasa apriva al pubblico la propria libreria e la vedova marchesa Eleonora Vincenzi nel 1749 donò la libreria privata alla città, dopo averne chiesto l'autorizzazione a Benedetto XIV. Il fondo comprendeva allora 2.634 volumi fra opere di diritto, letteratura, storia e geografia; oltre a due mappamondi. La Biblioteca cittadina era nata.
Nella seconda metà del XVIII secolo, l'edificio venne completamente rinnovato sopraelevandolo di un piano e inglobando la palazzina che lo separava dalla Loggia dei Mercanti. La facciata venne "modernizzata", spogliandola de "i colonnini e i trafori delle arcuate superbe finestre bifore per formarne altre rettangolari assai più piccole e per se medesime affatto disadorne entro gli elegantissimi contorni di esse". Nello stesso periodo vennero affrescati i soffitti delle sale interne dal pittore lombardo Giuseppe Pallavicini che li decorò con rare vedute di Ancona, oggi ancor più preziose in quanto rappresentano un'importante testimonianza della vita e dell'aspetto della città nel Settecento.

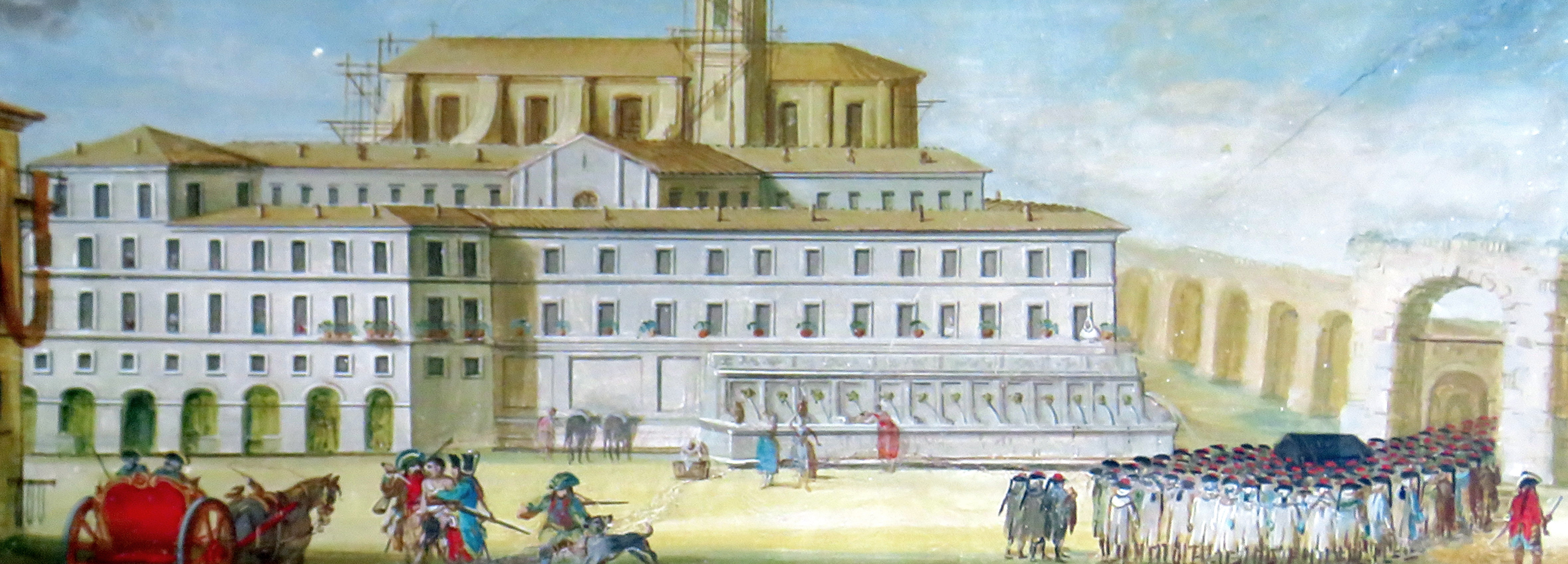
Giuseppe Pallavicini, Le Tredici Cannelle Porta Càlamo. Si nota un corteo funebre che sta uscendo attraverso Porta Calamo, un arresto, donne che riempiono le brocche e che lavano i panni, cavalli che si abbeverano e una carrozza di nobili.
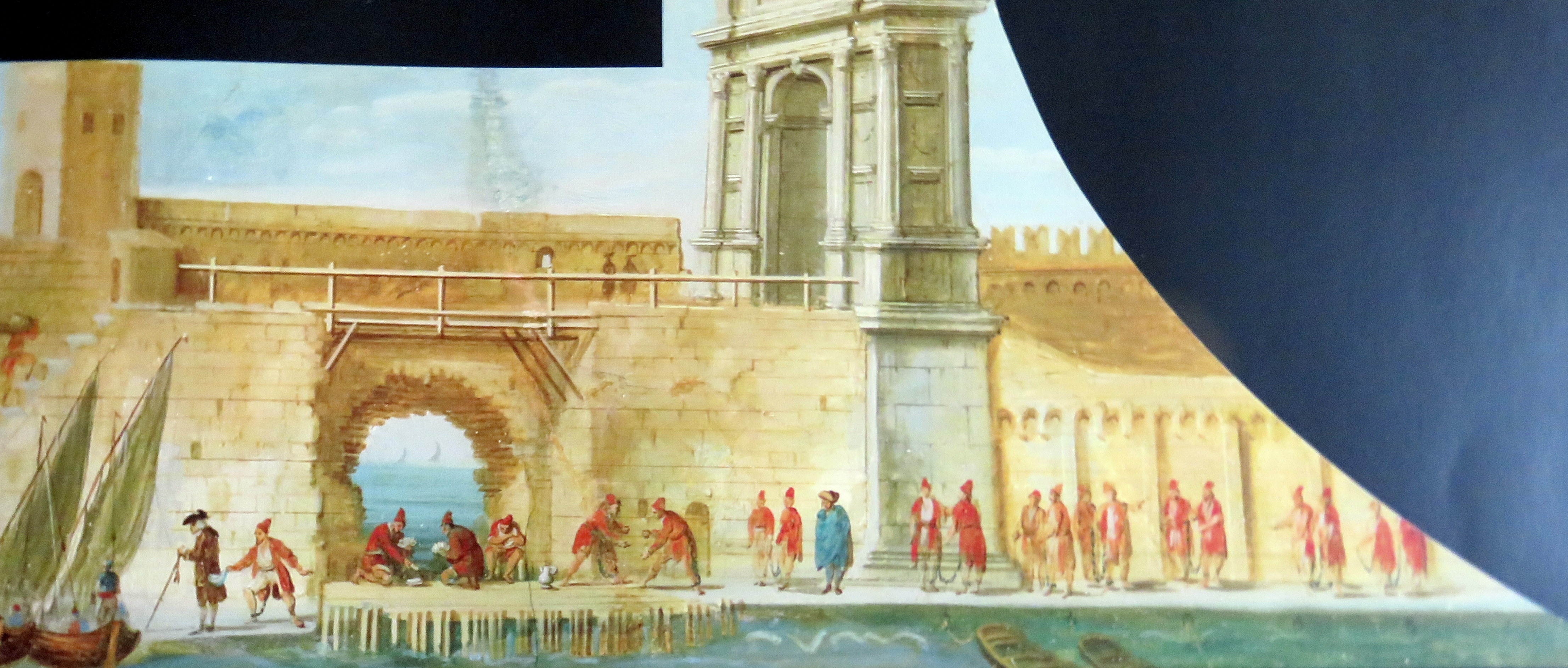
Giuseppe Pallavicini, Molo ed Arco di Traiano con condannati ai lavori forzati in un momento di ricreazione. Si nota un forzato che tenta di scippare un nobile, e altri forzati che giocano alle carte e alla morra.
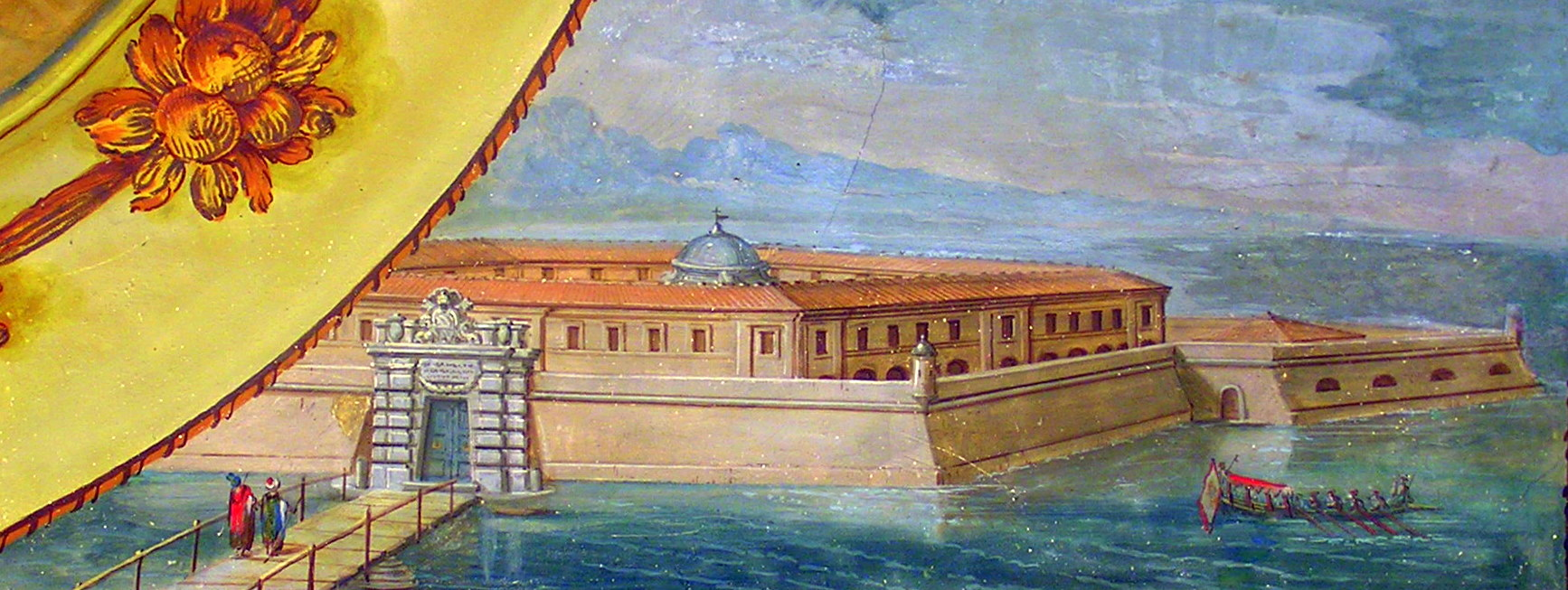
Giuseppe Pallavicini, Portale principale del Lazzaretto e rivellino. Si nota un ponte provvisorio in legno.
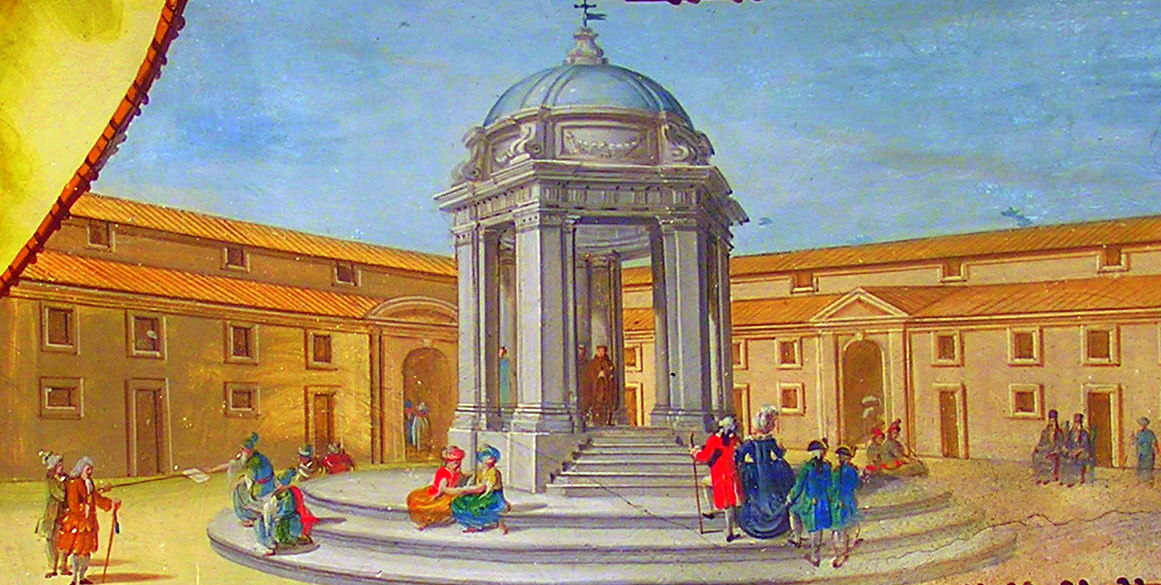
Giuseppe Pallavicini, Corte del Lazzaretto. Sono presenti nobili in visita, viaggiatori in quarantena (tra cui due pope e turchi che fumano il narghilè), frati nel tempio di San Rocco; una lettera è posta su una canna appuntita per essere consegnata senza rischio di contagio.

Il palazzo appartenne alla famiglia Benincasa fino al 1866, quando la grande crisi finanziaria della Cassa di Risparmio, costrinse il marchese Cesare a cederlo ai Giovannelli,i quali, nel 1918, lo vendettero al Comune di Ancona.
Tuttavia gli importanti costi di manutenzione e restauro spinsero la pubblica amministrazione a vendere a sua volta il palazzo, che venne acquistato nel 1924 dall'INA che si impegnava a restaurarlo. I lavori si svolsero fra il 1926 e il 1931 ad opera dell'architetto anconetano Guido Cirilli, che fece riaprire le finestre tamponate e vi inserì capitelli, colonnine esagonali in pietra e lunette in cemento stampato secondo una sua libera interpretazione dello stile quattrocentesco.
Dopo il terremoto del 1930 e la seconda guerra mondiale, quando scampò fortunatamente ai bombardamenti che devastarono la città e distrussero l'adiacente Palazzo Trionfi, si procedette a lavori di consolidamento. 
Nel 2000 passò di proprietà alla Pirelli Real Estate, che iniziò importanti interventi di restauro degli affreschi del piano nobile. Infine, acquisì il palazzo il gruppo Amatori, che dal 2008 rese il palazzo sede della Biblioteca privata Amatori, aperta al pubblico, e, in una parte di esso, del Tribunale Amministrativo Regionale delle Marche.